# Copa Norte 1997
In 1997 werd de eerste editie van de Copa Norte gespeeld voor voetbalclubs uit de Braziliaanse regio Noord. De competitie werd gespeeld van 23 maart tot 4 mei. Rio Branco werd kampioen. 

## Groepsfase

### Groep A
Alle wedstrijden werden in Belém gespeeld. 
| Plaats | Club       | Wed. | W | G | V | Saldo | Ptn. |
| ------ | ---------- | ---- | - | - | - | ----- | ---- |
| 1.     | Remo       | 4    | 4 | 0 | 0 | 10:1  | 12   |
| 2.     | Imperatriz | 4    | 2 | 1 | 1 | 8:7   | 7    |
| 3.     | Ypiranga   | 4    | 0 | 3 | 1 | 2:4   | 3    |
| 4.     | 4 de Julho | 4    | 0 | 2 | 2 | 4:8   | 2    |
| 5.     | Tuna Luso  | 4    | 0 | 2 | 2 | 4:8   | 2    |

|  | Geplaatst voor finale |

### Groep B
Alle wedstrijden werden in Rio Branco gespeeld. 
| Plaats | Club          | Wed. | W | G | V | Saldo | Ptn. |
| ------ | ------------- | ---- | - | - | - | ----- | ---- |
| 1.     | Rio Branco    | 4    | 3 | 1 | 0 | 6:1   | 10   |
| 2.     | Ji-Paraná     | 4    | 2 | 2 | 0 | 3:1   | 8    |
| 3.     | Nacional      | 4    | 1 | 2 | 1 | 4:6   | 5    |
| 4.     | Independência | 4    | 1 | 0 | 3 | 2:4   | 3    |
| 4.     | Baré          | 4    | 0 | 1 | 3 | 2:5   | 1    |

|  | Geplaatst voor finale |

## Finale
| Team #1    | Tot.  | Team #2 | 1ste wed | 2de wed |
| ---------- | ----- | ------- | -------- | ------- |
| Rio Branco | 2 - 1 | Remo    | 0 - 0    | 2 - 1   |

### Kampioen
| Copa Norte 1997                |
| Regio Noordoost                |
| ------------------------------ |
| RIO BRANCO Kampioen (1° titel) |